# 양유민
양유민(梁裕敏, 1999년 10월 11일 ~ )은 대한민국의 축구 선수이며 포지션은 미드필더이다.

## 클럽 경력
FC 서울의 U-18팀인 오산고등학교를 졸업하고 숭실대학교를 거쳐 2020 시즌 FC 서울에 입단하였다. 22시즌을 마치고 계약 만료로 팀을 떠났다.